# Arisaema maximowiczii
Arisaema maximowiczii là một loài thực vật có hoa trong họ Ráy (Araceae). Loài này được (Engl.) Nakai mô tả khoa học đầu tiên năm 1928.